# Плоское (Броварский район)
Пло́ское (укр. Плоске) — село, входит в Великодымерскую поселковую общину Броварского района Киевской области Украины.
Население по переписи 2001 года составляло 2007 человек. Почтовый индекс — 07450. Телефонный код — 4594. Занимает площадь 3,59 км². Код КОАТУУ — 3221286001.

## История
В XIX веке село Плоское было в составе Гоголевской волости Остерского уезда Черниговской губернии. В селе была Покровская церковь.

## Известные уроженцы
- Дьяченко, Андрей Васильевич — Герой Советского Союза.
- Дьяченко, Иван Давидович — Герой Советского Союза.
- Касьян, Иван Павлович  (07.11.1922 — 04.06.1994) — кавалер ордена Славы трёх степеней[3]

## Местный совет
07450, Киевская обл., Броварский р-н, с. Плоское, ул. Киевская (бывш. Ленина), 6. Тел. 32-2-49.